# Hamer (zespół muzyczny)
Hämmer – polski zespół thrashmetalowy założony w 1985 roku w Karpaczu.

## Historia

### Hammer
Zespół powstał w 1985 roku. W pierwszym składzie znaleźli się: Robert Kohler (wokal), Andrzej Szenajch (gitara), Krzysztof Laska (gitara). Laska wpadł na pomysł nazwy zespołu. Wkrótce do zespołu dołączyli; Jacek Osuch (bas) i Tomasz Klimczak (perkusja). W 1986 roku zespół zdobył nagrodę dziennikarzy na ogólnopolskim festiwalu OMPP, a następnie został laureatem festiwalu w Jarocinie. W 1987 roku Hammer zmienił stylistykę na thrashmetalową. W 1987 roku w zespole grali: Robert Kohler (wokal), Maciej Sawicz (gitara), Piotr Kryński (gitara), Robert Kuryś (bas) i Tomasz Klimczak (perkusja).
W styczniu 1988 roku zespół podpisał kontrakt z Metal Mind Production. W 1989 roku nakładem Tonpressu ukazał się debiutancki album zespołu – Sherman. Nakładem fińskiej wytwórni Poko International album ukazał się w krajach skandynawskich. Polskie wydanie ukazało się kilka miesięcy po edycji skandynawskiej.
W latach 1987–1992 zespół występował we wszystkich edycjach festiwalu Metalmanii w Katowicach. W 1988 roku zespół odbył trasę koncertową po Czechosłowacji wraz z czeskim zespołem Arakain. W 1990 roku Hammer wraz z grupą Turbo reprezentowała Polskę na pierwszej praskiej edycji Metalomanii. W tym samym roku Hammer supportował Kreator (na trasie koncertowej w Polsce i Czechosłowacji) oraz zespół Sodom (na trasie koncertowej w Polsce i na Węgrzech).
W 1991 roku nakładem Polskich Nagrań „Muza” ukazał się album Terror. W tym samym roku z zespołu odszedł Tomasz Klimczak (zastąpił go Dariusz Chmura). Z nowym perkusistą zespół nagrał materiał Mind Crushing Mirror, który nigdy się nie ukazał. We wrześniu 1991 roku Hammer podpisał kontakt z niemiecką wytwórnią Shark Records. W styczniu 1992 roku ukazał się album Terror II. Trzeci album ukazał się w Europie Zachodniej i USA. W 1992 roku grupa supportowała Sepulturę po jej trasie koncertowej w Polsce i Czechosłowacji.
W 1993 roku zespół zawiesił działalność.
Managerem grupy w latach 1988–1993 był Tomasz Dziubiński. Na wszystkich zagranicznych wydawnictwach muzycy występowali pod pseudonimami (np. Maciej Sawicz – Mick Savage, Piotr Kryński – Peter Poland, Robert Kuryś – Robert Joy). Okładki do dwóch pierwszych albumów stworzył Jerzy Kurczak, zaś do albumu Terror II Piotr Kryński.

## Dalsza aktywność
Zespół wrócił na scenę w 2002 roku i działał pod nazwą Hämmer. W 2003 roku Hämmer wydał album SCHH - 1. W tym samym roku zespół zawiesił działalność. Pomimo zawieszenia pod nazwą Hämmer muzycy wydali dwa single.
Grupa ponownie się reaktywowała w 2012 roku. W 2013 roku zespół zawiesił na kilka miesięcy działalność. Obecnie zespół występuje pod nazwą Hamer.

## Muzycy
| Obecny skład zespołu - Adam "Harris" Jasiński – gitara basowa (od 2002) - Piotr "Peter Sverige" Szwed – gitara (od 2012) - Mariusz "Rogol" Prętkiewicz – perkusja (od 2013) - Przemysław "Dziobak" Uliczka – wokal prowadzący (od 2013) |  | Byli członkowie zespołu - Dariusz Chmura – perkusja (1991–1993) - Gąsior – perkusja - Wojtek Raczon – gitara - Sebastian – gitara - Tomasz Klimczak – perkusja (1985-1993) - Krzysztof Laska – gitara (1985–1986) - Andrzej "Andrew" Szenajch – gitara, wokal wspierający (1985–1987) - Robert „Rob Kelly” Kohler – wokal prowadzący (1985-1993, 2002–2012) - Jacek Osuch – gitara basowa (1986–1987) - Jarosław Kopała – gitara (1986–1987) - Robert "Robert Joy" Kuryś – gitara basowa (1987–1993) - Piotr Kryński "Peter Poland" – gitara (1987–1993) - Maciej "Mick Savage" Sawicz – gitara (1987–1993) - Mario Bobkowski – perkusja (2002-2012) - Kuba Ziemba – gitara (2002-2012) - Paweł Ziemba – gitara (2002-2012) - Tylda Ciołkosz – skrzypce (2002-2012) |

## Dyskografia
Albumy studyjne
- Sherman (1989)
- Terror (1991)
- Terror II (1992)
- SCHH - 1 (2003)

Splity
- Metalmania ’87 (split; 1987)
- Metalmania '88 (split; 1988)

Single
- „...Skór wiele...” (2004)
- „Czas bohaterów” (2007)
- „The Pact” (2014)